# 장홍식 (1882년)
장홍식(張弘植, 일본식 이름: 張間弘植쵸켄 고쇼쿠, 1882년 10월 18일 ~ 1948년 5월 17일)은 일제강점기의 금융인이다.

## 생애
본적지는 한성부이며 10대 후반인 1900년에 관비 유학생으로 뽑혀 일본으로 유학했다. 도쿄에서 중학교를 거쳐 도쿄고등상업학교를 졸업했다. 도쿄 유학 시절부터 유학생 단체에서 활동했고, 1908년 학업을 마치고 귀국했다.
1909년에 한성은행에 입사하면서 은행업을 중심으로 일제 강점기 동안 활발한 활동을 했다. 1920년에는 한성은행 영업부장과 도쿄지점장이 되었고, 1920년대에는 조선천연빙주식회사 감사, 경성흥산주식회사 사장 등을 지냈다.
실업인으로 활동하면서 사회 단체에도 활발히 가담했다. 1919년에 내선융화가 목적인 유력자들의 모임인 대정실업친목회 평의원과 조선경제회 이사가 되었고, 1921년부터 맡은 조선실업구락부 이사직에는 19년 동안 재직했다. 1921년에는 대정실업회 이사, 1926년에는 비슷한 성격의 단체인 동민회의 이사로 활동했다.
1928년에는 경기도 민선 도평의원에 선출되었고, 일본 정부로부터 쇼와대례기념장도 받았다. 1933년 한성은행 취체역회장에 올라 4년간 재임했다. 중일 전쟁을 앞두고 최린 등이 모여 조선에 징병제를 실시할 것을 촉구하는 운동의를 벌였을 때 발기인이 되었고, 전쟁이 발발하자 국방헌금으로 10원을 납부한 일이 있다.
2007년 발표된 대한민국 친일반민족행위진상규명위원회의 친일반민족행위 195인 명단 경제 부문에 선정되었다. 2008년 발표된 민족문제연구소의 친일인명사전 수록예정자 명단에도 들어 있다.

## 같이 보기
- 대정실업친목회
- 한성은행

## 참고자료
- 친일반민족행위진상규명위원회 (2007년 12월). 〈장홍식〉 (PDF). 《2007년도 조사보고서 II - 친일반민족행위결정이유서》. 서울. 1635~1651쪽쪽. 발간등록번호 11-1560010-0000002-10. [깨진 링크(과거 내용 찾기)]